# T. Rex (álbum)
T. Rex é o primeiro álbum de estúdio da banda britânica de rock T. Rex e o quinto álbum de estúdio desde sua estreia como Tyrannosaurus Rex em 1968. Foi lançado em 18 de dezembro de 1970 pela Fly Records e Reprise Records, no Reino Unido e nos Estados Unidos, respectivamente. Foi produzido por Tony Visconti.
As sessões de gravação contaram com Marc Bolan nos vocais e nas guitarras, Mickey Finn na bateria, baixo elétrico e percussão, e a dupla de coristas Howard Kaylan e Mark Volman. O álbum continuou a mudança iniciada por seu antecessor para um som mais pesado, assim, um equilíbrio de material elétrico e acústico. 
O disco popularizou a banda no Reino Unido, após o sucesso repentino do single "Ride a White Swan", que alcançou a segunda posição na tabela britânica de singles. O livro British Hit Singles & Albums, organizado pela Guinness World Records, listou T. Rex como tendo alcançado a 13ª posição na tabela britânica de álbuns.

## Produção e composição
Embora o álbum tenha sido creditado ao T. Rex, toda a sua produção (incluindo a foto da capa) foi feita quando a banda ainda era conhecida como Tyranossaurus Rex, com a dupla do cantor e compositor Marc Bolan e o percussionista Mickey Finn, enquanto o produtor Tony Visconti tocou baixo elétrico e flauta em algumas faixas. Bolan considerou chamar o álbum de The Wizard ou The Children of Rarn, antes de optar por um álbum autointitulado. Na capa, Bolan queria ser retratado com sua guitarra para se adequar à nova imagem elétrica que ele estava tentando criar.
O disco continuou na veia do álbum anterior da dupla, A Beard of Stars, com uma ênfase ainda maior em um som mais pesado e a adição de cordas em várias faixas. Certas faixas, como "The Time of Love is Now", "Suneye" e "Root of Star", eram estilisticamente mais próximas da música folk do Tyrannosaurus Rex.
O site musical AllMusic escreveu que "o tom do álbum é um pouco mais pastoral do que no álbum anterior, mas as guitarras estão integradas nas faixas "Beltrane Walk", "Is It Love" e "Diamond Meadows", anterior ao estilo seguido. As letras foram inspiradas em parte por (J. R. R.) Tolkien. São poesias sobre magos, druidas e uma "poeta líquida em um vestido de camurça" (Referência à faixa "One Inch Rock"). O jornalista Tom Everett observou que Bolan estava "claramente apaixonado pelo misticismo, bem como pelos sons puros da língua inglesa".
O álbum continha versões mais pesadas de duas canções antigas do Tyrannosaurus Rex, uma das quais, "The Wizard", foi originalmente gravada como o lado A do primeiro single de Bolan, em 1965. A segunda foi uma versão do segundo single do Tyrannosaurus Rex, "One Inch Rock", com vocais scat feitos por Bolan e Finn na introdução. As canções restantes, no entanto, eram material novo. A faixa de abertura e encerramento foi uma incursão no rock sinfônico.

## Lançamento
O álbum foi lançado em 18 de dezembro de 1970 pela Fly Records, no Reino Unido, e pela Reprise Records, nos Estados Unidos. A prensagem norte-americana do disco termina com "Ride a White Swan", em vez de "The Children Of Rarn (Reprise)".
O disco popularizou o T. Rex no Reino Unido, após o sucesso surpreendente do então recente single "Ride a White Swan", que alcançou o segundo lugar na parada britânica de singles, e antes de seu sucessor número um, "Hot Love". O álbum é hoje listado como tendo eventualmente alcançado um pico e acumulado várias corridas nas paradas musicais, totalizando 25 semanas. O livro British Hit Singles & Albums, organizado pela Guiness World Records, que não reconheceu nenhuma tabela musical de álbuns nas semanas que faltavam, listou o álbum como tendo atingido o número 13.

## Recepção crítica
Após o lançamento, a revista Rolling Stone publicou uma crítica dizendo: "É difícil isolar uma ou duas canções como favoritas (ou) especiais". O revisor crítico Todd Everett elogiou a banda por "sua capacidade de misturar sons vocais e instrumentais (...) Não é o tipo de truque que todo grupo deveria tentar". Em sua revisão retrospectiva, o crítico musical Mark Deming do AllMusic escreveu: "T. Rex é o silêncio antes da tempestade de Electric Warrior, e retém uma energia louca e um charme fácil que o torna um dos trabalhos divisores de águas de Bolan".

## Lista de faixas
Todas as faixas escritas e compostas por Marc Bolan. 
| Lado um |                           |         |  |
| N.º     | Título                    | Duração |  |
| 1.      | "The Children of Rarn"    | 0:53    |  |
| 2.      | "Jewel"                   | 2:46    |  |
| 3.      | "The Visit"               | 1:55    |  |
| 4.      | "Childe"                  | 1:41    |  |
| 5.      | "The Time of Love is Now" | 2:42    |  |
| 6.      | "Diamond Meadows"         | 1:58    |  |
| 7.      | "Root of Star"            | 2:31    |  |
| 8.      | "Beltane Walk"            | 2:38    |  |

| Lado dois |                                  |         |  |
| N.º       | Título                           | Duração |  |
| 1.        | "Is It Love?"                    | 2:34    |  |
| 2.        | "One Inch Rock"                  | 2:28    |  |
| 3.        | "Summer Deep"                    | 1:43    |  |
| 4.        | "Seagull Woman"                  | 2:18    |  |
| 5.        | "Suneye"                         | 2:06    |  |
| 6.        | "The Wizard"                     | 8:50    |  |
| 7.        | "The Children of Rarn (Reprise)" | 0:36    |  |

- A versão norte-americana do álbum traz "Ride a White Swan" no lugar de "The Children of Rarn (Reprise)"

## Ficha técnica
T. Rex
- Marc Bolan – vocais principais, guitarras, baixo elétrico, órgão
- Mickey Finn – vocais de apoio, bateria, baixo elétrico, xilofone

Músicos adicionais
- Howard Kaylan – vocais de apoio
- Mark Volman – vocais de apoio

Produção
- Tony Visconti – produção, arranjo, flauta, piano
- Roy Thomas Baker – engenharia de áudio

## Posição nas tabelas musicais
| Tabelas musicais (1970–1971)  | Melhor posição                                                  |
| ----------------------------- | --------------------------------------------------------------- |
| Austrália (Kent Music Report) | 37                                                              |
| Reino Unido (OCC)             | 7 (Tabela britânica de álbuns)13 (British Hit Singles & Albums) |